# Liste der russischen Außenminister

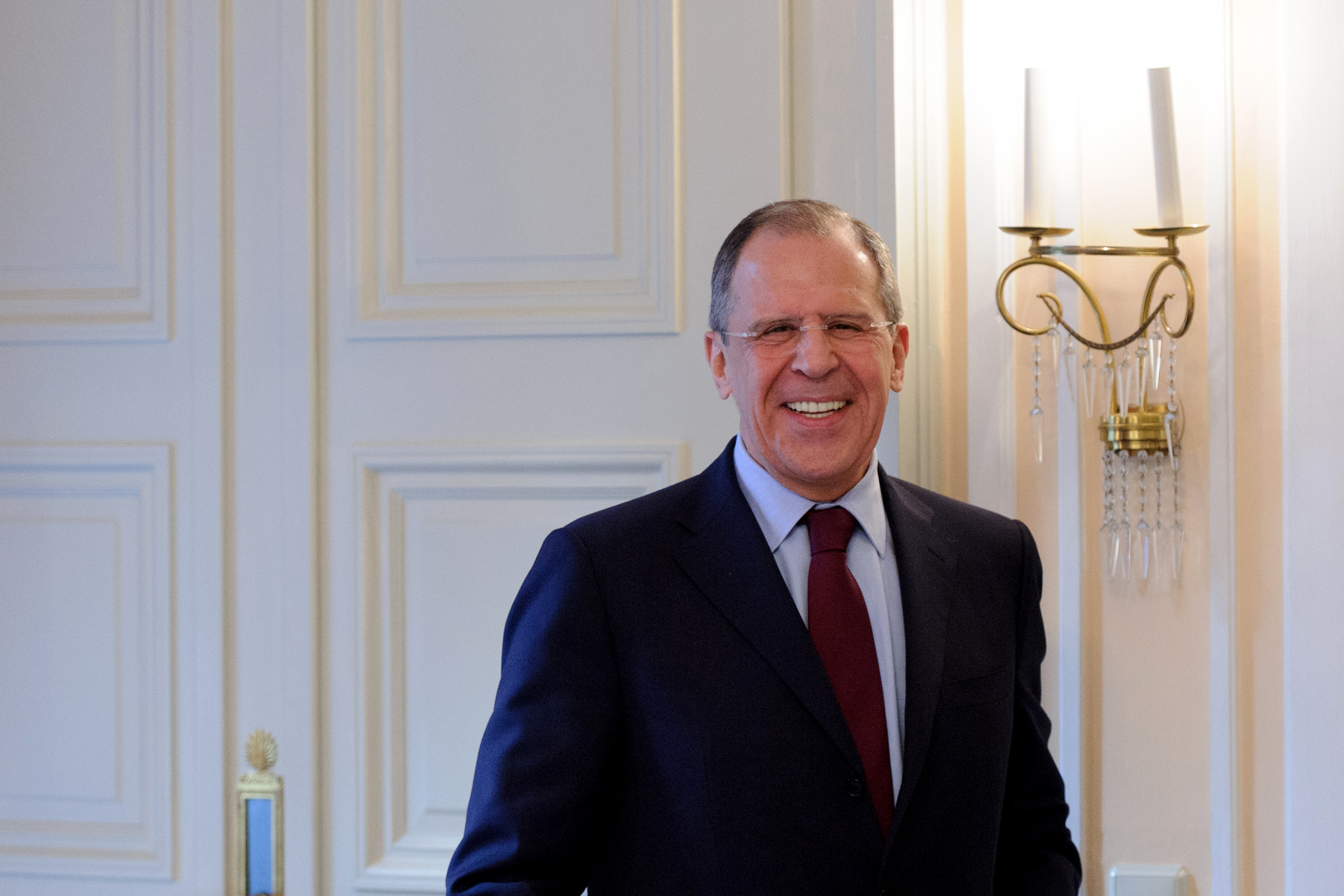
Aktueller Außenminister der Russischen Föderation Sergei Lawrow (2014)

Die Liste der russischen Außenminister umfasst die Vorsitzenden des Gesandtschaftsprikas, die Außenminister des Russischen Reiches, die Außenminister der Provisorischen Regierung, die Außenminister Sowjetrusslands, die Außenminister der Sowjetunion sowie die Außenminister des modernen Russland.
Von November 1917 bis 1946 wurde der Außenminister, wie alle Minister, Volkskommissar genannt und das Außenministerium entsprechend Volkskommissariat für auswärtige Angelegenheiten (russisch Народный коммиссариат иностранных дел, Narodny komissariat inostrannych del), allgemein mit „Narkomindel“ (Наркоминдел) abgekürzt.

## Vorsitzende des Gesandtschaftsprikas 1549–1699
| Name                         | Amtszeit             | Anmerkungen |
| ---------------------------- | -------------------- | ----------- |
| Iwan Wiskowatow              | 1549–1570            |             |
| Wassili Schtschelkalow       | 1570–1601            |             |
| Andrei Schtschelkalow        | 1570–1601            |             |
| Iwan Gramotin                | 1605–1606            |             |
| Pjotr Tretjakow              | 1608–1610            |             |
| Iwan Gramotin                | 1610–1612            |             |
| Pjotr Tretjakow              | 1613–1618            |             |
| Iwan Gramotin                | 1618–1626, 1634–1635 |             |
| Jerofei Iwanow               | 1635–1667            |             |
| Afanassi Ordin-Naschtschokin | 1667–1681            |             |
| Artamon Matwejew             | 1671–1676            |             |
| Wassili Golizyn              | 1682–1689            |             |
| Jemeljan Ukrainzew           | 1689–1697            |             |
| Lew Naryschkin               | 1697–1699            |             |

Für die Außenminister in den Jahren 1700–1801 siehe Liste der russischen Kanzler.

## Außenminister des Russischen Reiches 1801–1917
| Name                           | Amtszeit  | Anmerkungen |
| ------------------------------ | --------- | --- |
| Wiktor Kotschubei              | 1801–1802 | |
| Alexander Woronzow             | 1802–1804 | |
| Adam Jerzy Czartoryski         | 1804–1806 | |
| Andreas Eberhard Baron Budberg | 1806–1808 | |
| Nikolai Rumjanzew              | 1807–1814 | |
| Karl Robert von Nesselrode     | 1814–1856 | gemeinsam mit Kapodistria |
| Ioannis Kapodistrias           | 1816–1822 | gemeinsam mit Nesselrode |
| Alexander Gortschakow          | 1856–1882 | |
| Nikolai de Giers               | 1882–1895 | |
| Alexei Lobanow-Rostowski       | 1895–1896 | |
| Nikolai Schischkin             | 1896–1897 | |
| Michail Murawjow               | 1897–1900 | |
| Wladimir Lamsdorf              | 1900–1906 | |
| Alexander Iswolski             | 1906–1910 | |
| Sergei Sasonow                 | 1910–1916 | von März bis Dezember 1911 vertreten durch Anatoli Neratow                                                                                        |
| Boris Stürmer                  | 1916      | einziger Ministerpräsident, der auch gleichzeitig Außenminister war (nach seinem Sturz im November 1916 fungierte interimistisch Anatoli Neratow) |
| Nikolai Pokrowski              | 1916–1917 | von Februar bis März 1917 interimistisch Anatoli Neratow                                                                                          |

## Außenminister der Provisorischen Regierung 1917
| Name                    | Amtszeit | Anmerkungen |
| ----------------------- | -------- | ----------- |
| Pawel Miljukow          | 1917     |             |
| Michail Tereschtschenko | 1917     |             |

## Volkskommissar für Auswärtiges des sowjetischen Russland 1918–1922
| Name                 | Amtszeit                         | Anmerkungen |
| -------------------- | -------------------------------- | ----------- |
| Leo Trotzki          | 8. November 1917 – 13. März 1918 |             |
| Adolf Joffe          | 1918                             |             |
| Karl Radek           | 1918                             |             |
| Georgi Tschitscherin | 9. April 1918 – 6. Juli 1923     |             |

## Volkskommissar für Auswärtiges der Sowjetunion 1922–1946
| Name                 | Amtszeit                     | Anmerkungen |
| -------------------- | ---------------------------- | ----------- |
| Georgi Tschitscherin | 6. Juli 1923 – 21. Juli 1930 |             |
| Maxim Litwinow       | 21. Juli 1930 – 3. Mai 1939  |             |
| Wjatscheslaw Molotow | 3. Mai 1939 – 4. März 1949   |             |

## Außenminister der Sowjetunion 1946–1991
| Name                   | Amtszeit                         | Anmerkungen                                                  |
| ---------------------- | -------------------------------- | ------------------------------------------------------------ |
| Wjatscheslaw Molotow   | 19. März 1946 – 4. März 1949     |                                                              |
| Andrei Wyschinski      | 4. März 1949 – 5. März 1953      |                                                              |
| Wjatscheslaw Molotow   | 5. März 1953 – 1. Juni 1956      |                                                              |
| Dmitri Schepilow       | 1. Juni 1956 – 15. Februar 1957  |                                                              |
| Andrei Gromyko         | 15. Februar 1957 – 2. Juli 1985  | nach Saud ibn Faisal (1975–2015) längste Dienstzeit weltweit |
| Eduard Schewardnadse   | 2. Juli 1985 – 20. Dezember 1990 |                                                              |
| Alexander Bessmertnych | 15. Januar – 23. August 1991     |                                                              |
| Boris Pankin           | 28. August – 19. November 1991   |                                                              |
| Eduard Schewardnadse   | 19. November – 26. Dezember 1991 |                                                              |

## Außenminister der Russischen Föderation seit 1991
| Name             | Amtszeit                            | Anmerkungen |
| ---------------- | ----------------------------------- | ----------- |
| Andrei Kosyrew   | 11. Oktober 1990 – 6. Januar 1996   |             |
| Jewgeni Primakow | 9. Januar 1996 – 11. September 1998 |             |
| Igor Iwanow      | 11. September 1998 – 8. März 2004   |             |
| Sergei Lawrow    | 24. Februar 2004 –                  | amtierend   |